# Mario Bianchi
Mario Bianchi (Turate, província de Como, 25 de novembre de 1905 – Busto Arsizio, 12 de setembre de 1973) va ser un ciclista italià, que fou professional entre 1928 i 1934.
En el seu palmarès destaquen dues victòries d'etapa al Giro d'Itàlia de 1929.

## Palmarès
- 1925
  - 1r a la Coppa del Re
  - 1r a la Coppa Città di Busto Arsizio
- 1928
  - 1r a la Copa d'hivern
  - 1r al Critèrium d'obertura
  - 1r a la Coppa San Geo
  - 1r al Targa d'Oro Ciutat de Legnano
- 1929
  - 1r a la Copa d'hivern
  - 1r al Critèrium d'obertura
  - Vencedor de 2 etapes al Giro d'Itàlia
- 1931
  - 1r a la Toló-Niça

### Resultats al Giro d'Itàlia
- 1929. 30è de la classificació general. Vencedor de 2 etapes
- 1930. 43è de la classificació general